# Parcul Național Crater-Lake

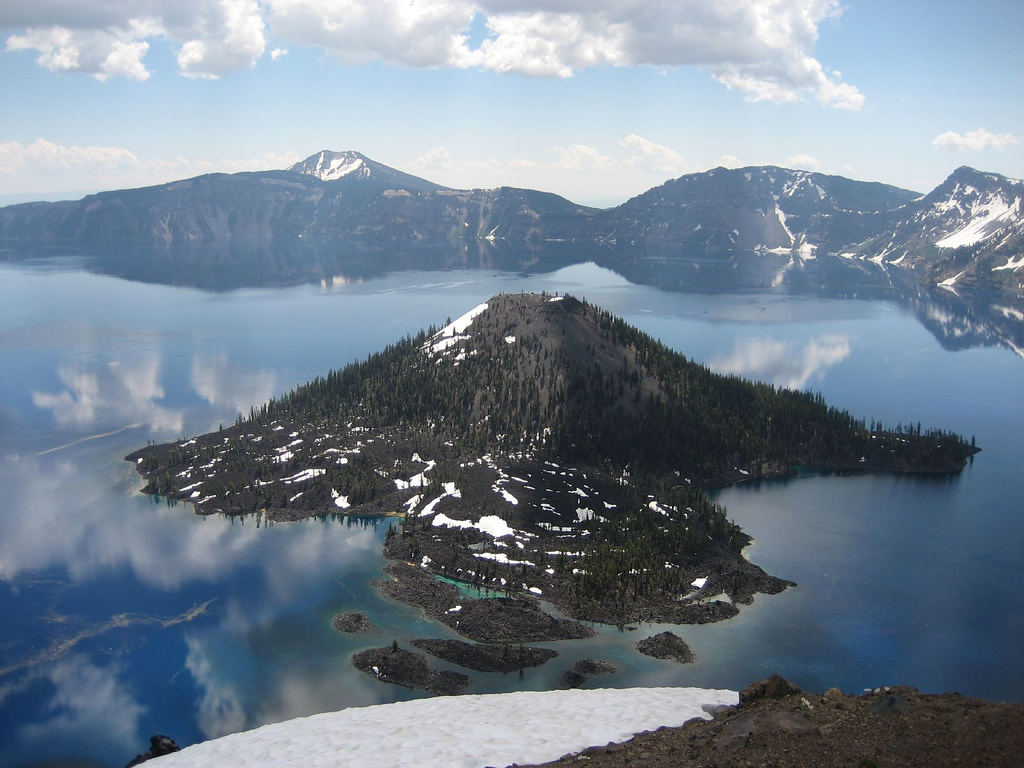
Crater Lake

Parcul Național Crater-Lake se află în partea de sud-vest a statului Oregon din Statele Unite ale Americii, la locul de întâlnire a trei dintre comitatele statului, Douglas, Klamath și Jackson.
Zona, care a fost declarată Parc Național la data de 22 mai 1902, cuprinde regiunea vulcanului Mount Mazama cu cel mai important punct de atracție al parcului, Lacul Crater, care la o adâncime de 594 m, este printre cele mai adânci lacuri din lume. Punctul cel mai înalt al parcului se află în partea de est a acestuia, unde vârful muntelui Scott atinge 2.722 de metri altitudine.
Pe teritoriul parclui se găsesc numeroase căi de drumeție, campinguri, locuri de pescuit, de plimbat cu barca sau de înot.